# Troglohyphantes troglodytes
Troglohyphantes troglodytes là một loài nhện trong họ Linyphiidae.
Loài này thuộc chi Troglohyphantes. Troglohyphantes troglodytes được Wladislaus Kulczynski miêu tả năm 1914.